# The Refugee
The Refugee er en dokumentarfilm instrueret af Ali El-Ghoul, Abdullah Khaizaran.

## Handling
Videoen giver et billede af - eller viser en af siderne af - det palæstinensiske problem. Det er en autentisk dokumentation af de palæstinensere, der flygtede til Libanon i 1948. Videoen beskriver endvidere livet som palæstinensisk flygtning i Danmark og de konflikter og vanskeligheder, der opstår ved at møde en anden kultur.